# Stig Nyström
Stig Nyström (* 25. November 1919; † 31. Juli 1983) war ein schwedischer Fußballspieler. Der Stürmer gewann in der Spielzeit 1940/41 den Titel des Torschützenkönigs in der Allsvenskan.

## Werdegang
Nyström begann Ende der 1930er Jahre seine Allsvenskan-Karriere bei IK Brage. Dort machte er die Verantwortlichen des Svenska Fotbollförbundet auf sich aufmerksam und wurde im Sommer 1939 vom Auswahlkomitee des Verbandes in die schwedische Nationalmannschaft berufen. Sein Debüt anlässlich des 7:0-Erfolges am 11. Juni des Jahres gegen die litauische Nationalmannschaft krönte er mit dem Treffer zum 6:0-Zwischenstand. Seine Torgefährlichkeit stellte er auch auf Vereinsbasis unter Beweis und erzielte in der Spielzeit 1940/41 17 Saisontore. Dennoch verpasste er mit seiner Mannschaft den Klassenerhalt und musste als Tabellenvorletzter in die Division 2 absteigen. Als Sturmspitze führte er die Mannschaft in der Division 2 Norra zum Staffelsieg, in der Aufstiegsrunde scheiterte er jedoch mit dem Klub am IFK Eskilstuna.
Nyström wechselte zu Djurgårdens IF in die Allsvenskan. Nachdem er zeitweise nicht mehr in der Nationalmannschaft berücksichtigt worden war, kehrte er im Sommer 1946 in die Auswahlmannschaft zurück und trug sich beim 7:2-Sieg über die Schweiz in die Torschützenliste ein. Auch in den folgenden Jahren gehörte er zur Mannschaft und wurde im Kader für die Olympischen Sommerspiele 1948 berücksichtigt. Während die Mannschaft um Spieler wie Gunnar Gren, Torsten Lindberg, Gunnar Nordahl, Henry Carlsson und Nils Liedholm die Goldmedaille errang, blieb er ohne Turniereinsatz. 
Zwischen 1939 und seinem letzten Spiel 1947 lief Nyström in insgesamt elf Länderspielen auf und erzielte dabei fünf Tore. Er wurde als Stor Grabb ausgezeichnet.